# Roma (divinità)

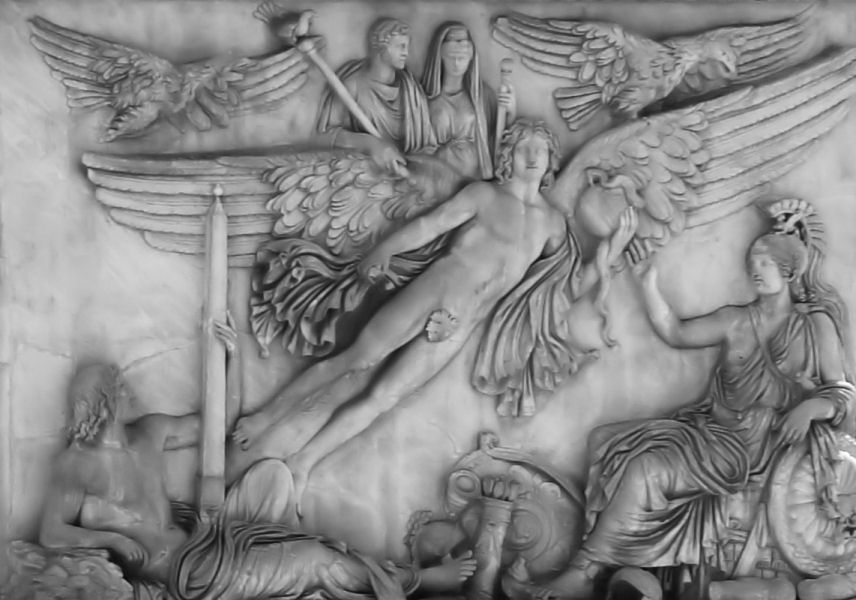
La dea Roma (a destra) e la personificazione del Campo Marzio (a sinistra) assistono all'apoteosi sulle ali di Aion (il Tempo Eterno) di Antonino Pio e Faustina. Rilievo dalla base della colonna di Antonino Pio, II secolo d.C. Città del Vaticano, Cortile della Pigna

La dea Roma  è una figura della religione romana che, fin dal IV secolo a.C., fu la divinità che personificava la città di Roma e, più in generale, lo Stato romano. Sull'origine del termine "Roma" vi è una pluralità di ipotesi, tra cui la derivazione dal greco antico ρώμη ossia rome traducibile con "forza" o dall'etrusco Rumon, parola con cui era denominato dagli etruschi il fiume Tevere.

## Leggende mitiche

### Roma, prigioniera troiana

Questa moneta, coniata sotto Filippo l'Arabo per celebrare il Saeculum Novum, mostra nel rovescio un tempio dedicato alla dea Roma

Stando alla tradizione più antica, Roma era una delle prigioniere di guerra troiane segregate nella nave di Ulisse; quando le navi di Ulisse furono costrette da una tempesta a sbarcare sulle coste del Lazio, Roma e le altre prigioniere, stanche di seguire Ulisse nei suoi viaggi, decisero di incendiare le navi, costringendo Ulisse e i suoi uomini a stanziarsi nel Lazio, più precisamente sul colle Palatino. Qui venne fondata la città di Roma in onore della prigioniera che aveva costretto Ulisse e i suoi uomini a non partire per nuovi lidi, dando vita a una nuova civiltà.

### Figlia di Ascanio o di Enea

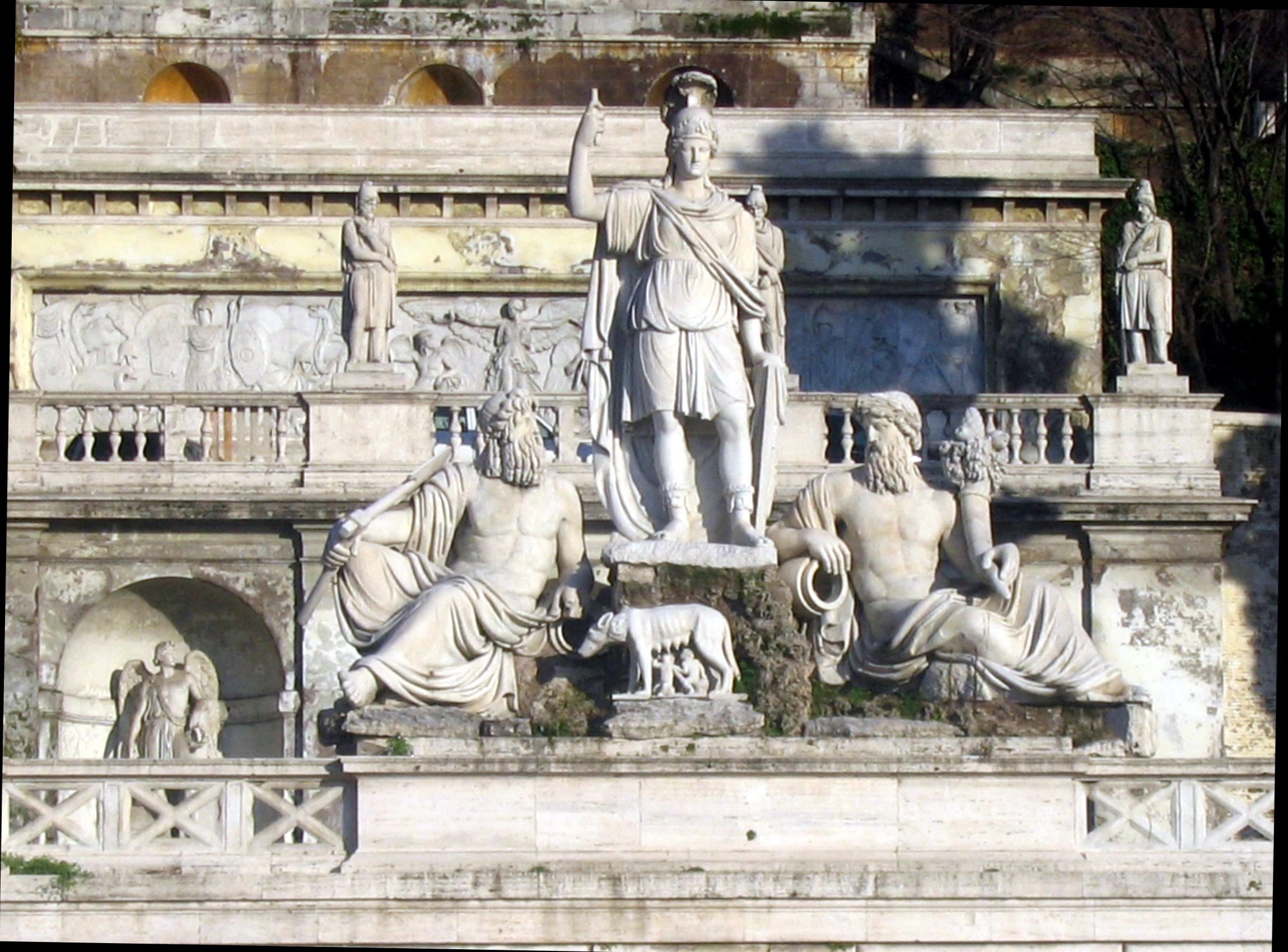
Statua raffigurante la dea Roma, rappresentata nella fontana di Piazza del Popolo a Roma

Secondo altre versioni, Roma (o Rome) sarebbe stata la figlia di Ascanio, e quindi nipote di Enea. In ricordo dei trionfi dei profughi troiani, che riuscirono nel corso delle guerre contro Turno a conquistare la zona dove sarebbe sorta la Città Eterna, Rome fece costruire sul luogo dove sorgerà l'Urbe un tempio in onore di Fides (la Fede). 
 Per questi motivi alla città venne dato il nome di Roma in onore della fanciulla che aveva fatto edificare il tempio.
 Secondo altre versioni, Roma sarebbe stata la moglie di Ascanio oppure la moglie dello stesso Enea e figlia di Telefo e quindi nipote di Eracle.
Secondo la versione ellenizzante, l'eroina Roma avrebbe origini "greche", essendo una dei numerosi figli di Ulisse e della maga Circe e quindi sorella di Telegono, colui che avrebbe ucciso l'uomo dal multiforme ingegno. Secondo altre leggende sarebbe stata figlia di Telemaco e di Circe e sorella del Re Latino.

## Prime rappresentazioni
Le prime immagini della dea, su monete romane, risalgono al 269 a.C. La rappresentazione della dea è presente su altre monete romane coniate a Locri nel 204 a.C.
Da questo si suppone che i non-romani iniziarono a dare al dominio di Roma attributi divini.
In epoca repubblicana sulle monete la dea era raffigurata solo con il volto, cinto da un elmo alato.
In epoca imperiale si impone invece la figura completa della dea seduta in trono, in veste amazzonica e armata di tutto punto, con la spada la fianco e lo scudo ai piedi; in una mano regge la lancia, nell'altra il globo terrestre, su cui sta una piccola Vittoria alata che le porge una palma; in alcune varianti la dea talvolta è clipeata o coronata di alloro e ha vicino una Vittoria alata o altri simboli.

## Durante l'Impero
Durante l'Impero romano fu principalmente una dea provinciale, usata per diffondere tra gli abitanti delle province la lealtà allo stato romano.
Un tempio a Roma fu eretto a Smirne nel 195 a.C. e un culto a lei rivolto era presente ad Efeso, Sardi e Delo. 
Al primo secolo d.C. risale il Tempio di Augusto e della dea Roma (Pola)
Il culto era comunque presente a Roma stessa dove Adriano fece costruire un tempio dedicato a Venere ed a Roma sulla via Sacra, accanto all'arco di Tito. 
La dea Roma è raffigurata nella parte inferiore dei bassorilievi dell'Arco di Settimio Severo mentre riceve il corteo del bottino delle campagne belliche e anche nell'arco di Costantino, nel rilevo traianeo reimpiegato per celebrare il nuovo imperatore come "Restitutor quietis".
A Roma, nel corso degli scavi per linea C della Metropolitana C, a Porta Metronia, fu trovata un'immagine in vetro dorato della dea Roma, forse il fondo di una coppa, databile intorno al IV secolo d.C., che secondo l’iconografia diffusa, la raffigura con costume amazzonico, l’elmo e la lancia.

## Dopo l'Impero
Le rappresentazioni della dea Roma continuarono durante il medioevo nei codici miniati bizantini e carolingi e nei documenti latini copiati dagli amanuensi, come il Cronografo del 354 e la Tabula Peutingeriana, una mappa delle strade romane con l'immagine di Roma al centro.

## Dal Rinascimento all'epoca moderna
Gli artisti nel Rinascimento, affascinati dall'arte romana, copiavano i rilevi antichi, integravano le statue frammentarie e le reinterpretavano per creare nuovi monumenti. 
Un esempio di quest'opera di assemblaggio la fontana della Dea Roma in Piazza del Campidoglio.
In epoca neoclassica venne creata la fontana della dea Roma a Piazza del popolo.
Una rielaborazione decò della Dea Roma, opera di Angelo Zanelli,  è posizionata al centro dell'Altare della Patria, sopra la tomba del Milite ignoto, nel Vittoriano.
"Dea Roma" è un cartone preparatorio per un dipinto di Achille Funi, eseguito tra il 1941 e il 1942, che doveva ornare il Palazzo dei Congressi all'EUR. 
Nel 2003 lo scultore polacco Igor Mitoraj ha creato una fontana con il volto colossale della Dea Roma, in travertino, che è stata donata al Comune di Roma. L'opera è stata posizionata nel giardini Monte Grappa del quartiere della Vittoria, vicino al Ponte del Risorgimento.

## Rappresentazioni nei secoli

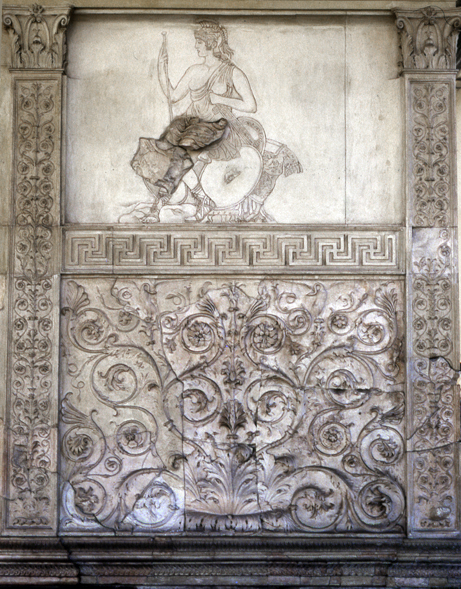
All'Ara Pacis (I secolo)
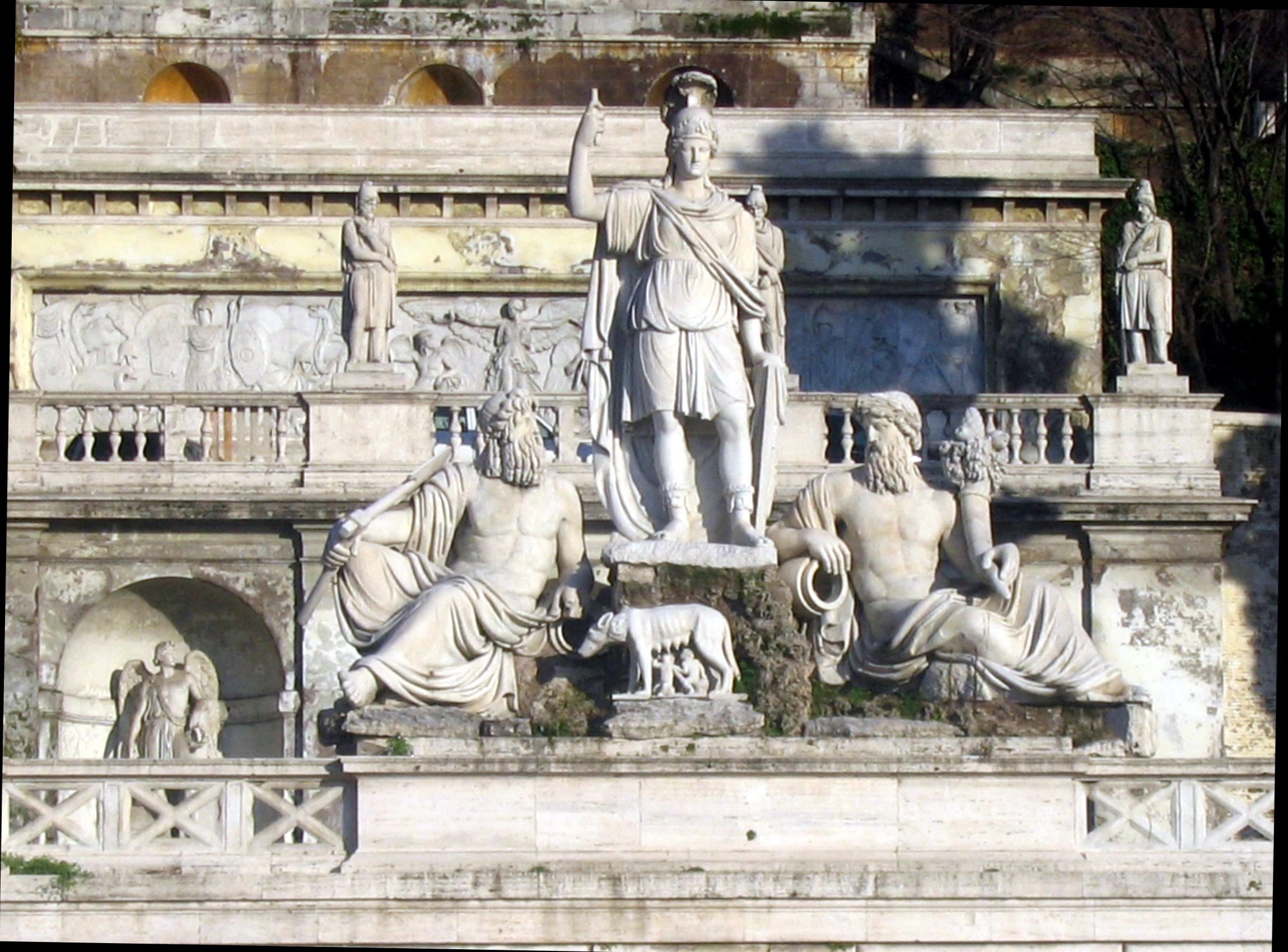
In Piazza del Popolo (XIX secolo)
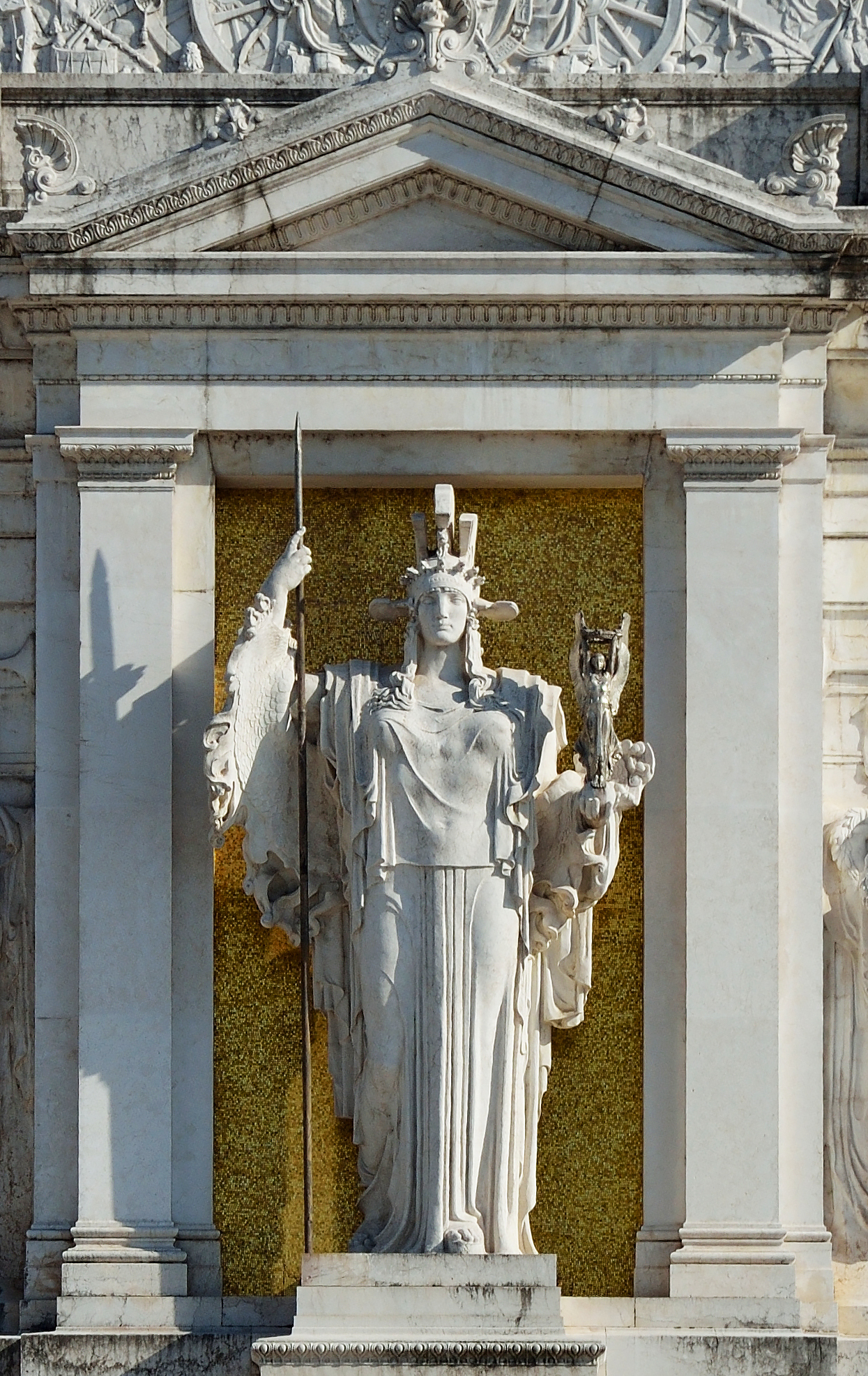
Al Vittoriano (XX secolo)
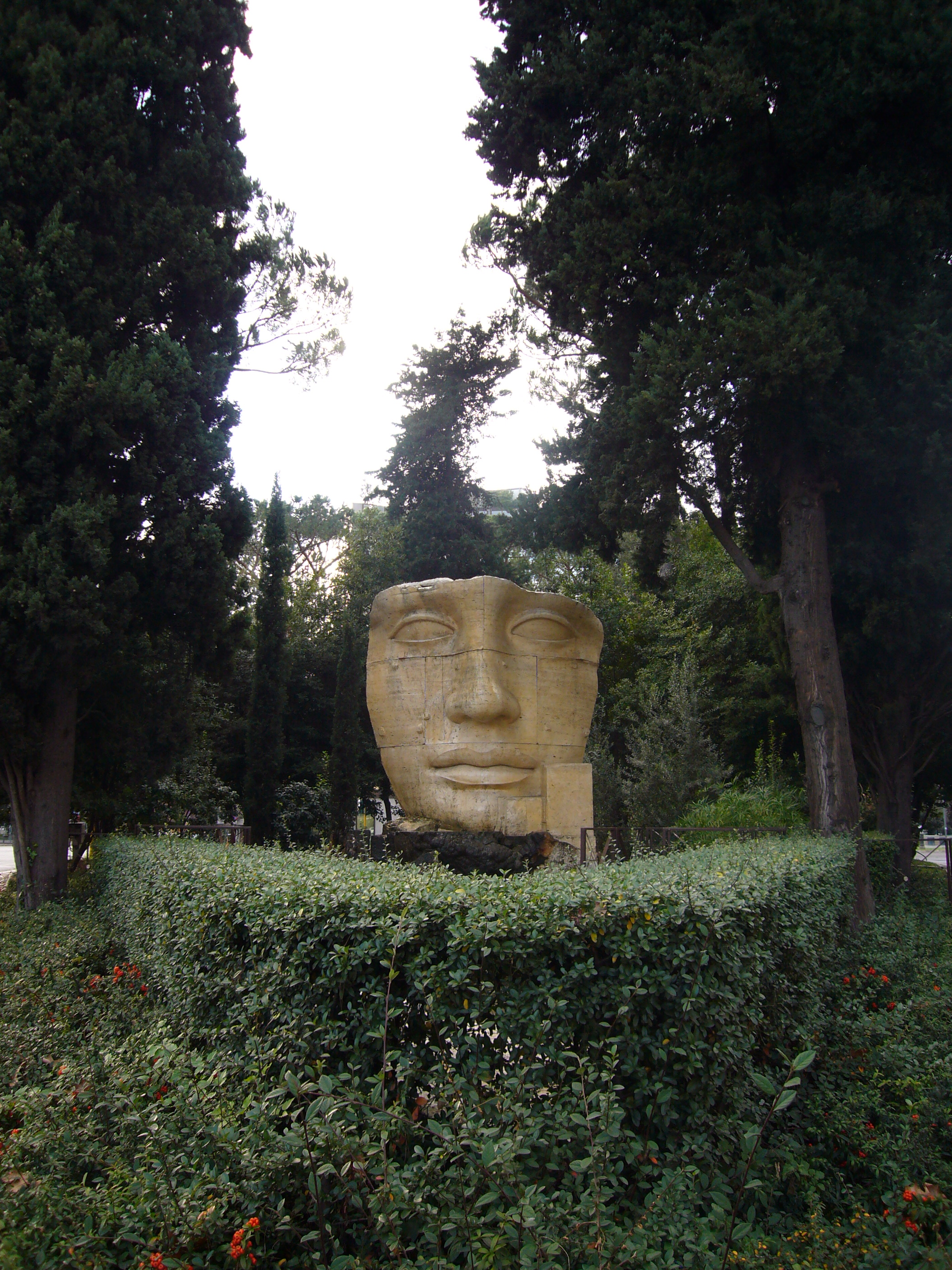
A Ponte del Risorgimento (2003)